# Jesús Manzano
Jesús María Manzano Ruano (Huelva, Andalucía, 22 de agosto de 1978) es un exciclista español. Ingresó en el equipo filial del Kelme Costa Blanca en la temporada (1999-2000), en la que corrió a un buen nivel. Debutó como profesional con el primer equipo en la (2001-2002). Trabajó como gregario fundamentalmente. En la temporada 2003 dejó el equipo Kelme.
Como ciclista profesional obtuvo una victoria en la primera etapa en la Vuelta a Castilla y León.

## Biografía
Debutó como profesional en el año 2000 con el Kelme, donde trabajó como gregario principalmente. Según su denuncia, en el Tour de Francia 2003, a la mañana del día en que debía celebrarse la séptima etapa, el médico del equipo le inyectó 50 mililitros de una sustancia (oxiglobina) por vía intravenosa; Durante la etapa rodó escapado junto a Richard Virenque, pero un desfallecimiento le obligó a abandonar. El ciclista fue trasladado al hospital, y, según declaró, recibió órdenes de su director deportivo para negarse a que le fuera realizado cualquier análisis. Manzano sufrió una deshidratación casi fatal, que, según aseguró después, podría deberse a la inyección recibida por la mañana. El ciclista entró en depresión, perdiendo las ganas de competir.
El equipo le ordenó que tomara parte en la Vuelta a Portugal, amenazándole con el despido en caso de negarse. Jesús Manzano recibió una transfusión sanguínea de 125 ml en Valencia por parte del asistente del médico del equipo, dirigiéndose después a coger su tren de vuelta. Sin embargo, empezó a sentirse tan mal que tuvo que abandonar el tren antes de que este saliera de la estación, dirigiéndose de nuevo a su médico, que le dio Urbason. Manzano dijo que las transfusiones se realizaban sin control alguno, por lo que un ciclista podía recibir sangre de un grupo incompatible, provocando reacciones de hipersensibilidad tipo II, como la que él sufrió.
Jesús Manzano fue despedido por el Kelme en septiembre de 2003, realizando las revelaciones sobre las prácticas de dopaje en su ex-equipo en marzo de 2004 en el diario deportivo AS. 
- Médicos: Manzano señaló directamente a Eufemiano Fuentes (entonces médico del Kelme) y dio también los nombres de Yolanda Fuentes (hermana de Eufemiano), Alfredo Córdova y Walter Virú, además de mencionar al médico deportivo italiano Luigi Cecchini como alguien muy próximo a Eufemiano.[7]

- Lugares: Manzano explicó que la dirección Zurbano 92 era un lugar clave de la red, donde se realizaban los análisis a los ciclistas. También habló de la habitación 101 del Hotel Aida, de Torrejón de Ardoz, donde Eufemiano tendría su estudio en aquella época.[7]

- Métodos: Manzano habló sin tapujos de los procedimientos dopantes utilizados, destacando las transfusiones sanguíneas: extraer sangre para posteriormente guardarla a baja temperatura y reinyectarla para mejorar el rendimiento. Según explicó, en aquella época no se identificaba al ciclista al guardar las bolsas, provocando reacciones de rechazo y problemas de salud en las ocasiones en las que la sangre inyectada no fuera compatible, hecho que él habría experimentado en primera persona. También habló de la utilización habitual de fármacos y sustancias prohibidas en el deporte, tales como la EPO, el HGC Lepori o el Andriol, entre otros muchos. Asimismo, detalló que los médicos del equipo realizaban análisis en el hotel de concentración durante la competición, para asegurarse de que los ciclistas no darían positivo en los controles.[7]

Esas confesiones crearon una gran polémica y fueron duramente criticadas por el entorno ciclista, y Manzano llegó a recibir amenazas de muerte, denunciadas a la Guardia Civil. El juez español que le interrogó, Guillermo Jiménez, decidió no abrir una investigación formal, al no ser el dopaje un delito según la legislación española vigente en ese momento y no hallar pruebas suficientes.
Tras su denuncia, Manzano recibió una oferta para volver a competir del modesto equipo italiano patrocinado por el Vaticano y en favor del ciclismo limpio Amore & Vita, siendo bendecido por el papa Juan Pablo II en una emocionante recepción. Sin embargo, no pudo volver debido a su lesión de rodilla, que incluía una deformación por pérdida de tejido como consecuencia de las inyecciones de cortisona recibidas en la rodilla.
En 2006, la Operación Puerto, una investigación antidopaje de la Guardia Civil, demostró la veracidad (reconocida expresamente en el informe final del instituto armado) de las denuncias de Manzano a todos los niveles: nombres, lugares y prácticas. Manzano expresó su satisfacción porque había quedado demostrado que él dijo la verdad. Actualmente es jardinero en su localidad de nacimiento.

## Palmarés
2001
- 1 etapa de la Vuelta a La Rioja

2003
- 1 etapa de la Volta a Cataluña

## Resultados en Grandes Vueltas y Campeonatos del Mundo
Durante su carrera deportiva ha conseguido los siguientes puestos en las Grandes Vueltas y en los Campeonatos del Mundo en carretera:
| Carrera         | 2001 | 2002 | 2003 |
| --------------- | ---- | ---- | ---- |
| Giro de Italia  | Ab.  | Ab.  | -    |
| Tour de Francia | -    | -    | Ab.  |
| Vuelta a España | -    | Ab.  | Ab.  |
| Mundial en Ruta | -    | -    | -    |

-: no participa

Ab.: abandona

## Equipos
- Kelme (2000-2003)